# Martin Sökefeld
Martin Sökefeld (* 1964) ist ein deutscher Ethnologe. Er hat seit 2008 den Lehrstuhl für Ethnologie an der Ludwig-Maximilians-Universität München inne.

## Leben
Von 1983 bis 1990 studierte er Ethnologie, Philosophie und Romanistik (Spanisch) an der Universität Köln und schloss mit dem Magistergrad ab. Von 1991 bis 1994 war er wissenschaftlicher Mitarbeiter am Institut für Ethnologie der Universität Tübingen im DFG-Schwerpunktprogramm Kulturraum Karakorum. 1995 war er Mitarbeiter im Kulturmanagement einer deutsch-ausländischen Begegnungsstätte in Hamburg-Altona. Nach der Promotion 1996 an der Fakultät für Kulturwissenschaften in Tübingen unterrichtete er von 1997 bis 1999 als Lehrbeauftragter am Institut für Ethnologie der Universität Hamburg. Im Mai 1998 war er Kurzzeit-Gastdozent am Centre d’Études de l’Inde et de Asie du Sud (Studienzentrum Indien und Südasien) der École des Hautes Études en Sciences Sociales (EHESS) in Paris. Von 1999 bis 2005 war er wissenschaftlicher Assistent am Institut für Ethnologie der Universität Hamburg. 
Nach der Habilitation im Mai 2005 am Fachbereich Kulturgeschichte und Kulturkunde der Universität Hamburg war er von 2005 bis 2008 Assistenzprofessor am Institut für Sozialanthropologie der Universität Bern. Seit Oktober 2008 ist er Lehrstuhlinhaber für Ethnologie an der Ludwig-Maximilians-Universität München (LMU). Er war von 2013 bis 2015 Dekan und anschließend bis 2017 Prodekan der Fakultät für Kulturwissenschaften der LMU.
Seine Arbeitsschwerpunkte sind Politik, „Natur“katastrophen, Identitätstheorie, Migration, Diaspora und Transnationalismus, Islam. Sein regionaler Schwerpunkt ist Südasien, besonders Pakistan und Kaschmir.
2013 wurde er zum ordentlichen Mitglied der Academia Europaea gewählt.

## Schriften (Auswahl)
- Ein Labyrinth von Identitäten in Nordpakistan. Zwischen Landbesitz, Religion und Kaschmir-Konflikt. Köln 1997, ISBN 3-89645-158-8.
- als Herausgeber: Jenseits des Paradigmas kultureller Differenz. Neue Perspektiven auf Einwanderer aus der Türkei. Bielefeld 2004, ISBN 3-89942-229-5.
- als Herausgeber: Aleviten in Deutschland. Identitätsprozesse einer Religionsgemeinschaft in der Diaspora. Bielefeld 2008, ISBN 3-89942-822-6.
- Struggling for recognition. The Alevi movement in Germany and in transnational space. New York 2008, ISBN 1-84545-478-2.